# 114ª Squadriglia radar remota
La 114ª Squadriglia radar remota (114ª Sq.R.R.) (callsign: Bracco) è un ente dell'Aeronautica Militare situato a Potenza Picena (MC), precedentemente nota come 14º Gruppo radar dell'Aeronautica Militare.
Essa contribuisce alla sorveglianza dello spazio aereo di competenza, attraverso il corretto funzionamento e il mantenimento in efficienza del sistema d'arma e degli apparati radio per le comunicazioni terra/bordo/terra.
Il sito radar è installato in cima a una collina ai confini della cittadina costiera di Potenza Picena e, grazie alla portata teorica del sensore radar in dotazione e alla posizione baricentrica rispetto alla penisola italiana, è in grado di coprire buona parte dello spazio aereo nazionale.
Nell'ottica di un ridimensionamento delle risorse destinate all'Aeronautica nel decennio 2013-2024 la stazione radar è stata remotizzata, ed è posta alle dipendenze della 4ª Brigata telecomunicazioni e difesa aerea di Borgo Piave (LT). Grazie alla vicinanza con altre installazioni dell'Aeronautica, la stazione riceve supporto logistico e amministrativo dalla Scuola lingue estere dell'Aeronautica Militare di Loreto (AN).
Il sistema d'arma in dotazione alla Squadriglia è il sensore radar RAT31-DL di nuovissima generazione, collegato con le sale operative dell'11º Gruppo DAMI  di Poggio Renatico (FE) e del 22º Gruppo DAMI di Licola (NA) alle quali trasmette i dati di avvistamento e tracciamento dei velivoli acquisiti.

## Storia
Le origini del Reparto risalgono al 12 aprile 1956, quando l'Aeronautica Militare istituì la Postazione di riporto e controllo (CRP) di Potenza Picena.
L'Ente ebbe la sua prima sede logistica presso l'abitato di Potenza Picena, da cui si trasferì alla frazione Porto nel 1960.
Nel mese di ottobre del 1958 assunse la denominazione di "Centro di riporto e controllo" (CRC) per assumere nuovamente la configurazione di CRP nel 1967.
Nel 1972 la stazione venne incorporata nella catena di difesa aerea della NATO e assunse la configurazione di sito NADGE (NATO Air Defence Ground Environment).
Nel luglio del 1974 il Reparto assunse la denominazione di 14 °C.R.A.M. (Centro Radar dell'Aeronautica Militare) e, dal novembre del 1989, di 14° Gr.R.A.M. (Gruppo radar dell'Aeronautica Militare).
La 114ª Squadriglia remota, costituita il 1º giugno 1998, ha raccolto il testimone del disciolto 14º Gruppo radar, dal quale ha ereditato le funzioni operative, parte del sedime ed il nominativo radio.
La vicinanza della stazione radar all'abitato di Potenza Picena ha, storicamente, destato preoccupazione nella popolazione civile per l'elettrosmog cui la cittadina è esposta. Le indagini delle agenzie competenti per il territorio non hanno però trovato emissioni superiori ai livelli di Legge.

## Equipaggiamenti
- dal 1956, radar di ricerca G.E. AN/FPS-8
- dagli inizi anni '70, radar quotametro G.E. AN/FPS-89
- dal 1977, ulteriore radar quotametro Marconi S-269
- dal 1986, radar 2D Argos 10 (disattivato il 21 novembre 1997)
- dal 6.1999, radar 3D RAT-31SL (arrivato al sito il 16 novembre 1998)
- dall'1.8.2013 la stazione è dotata di impianti FADR (Fixed Air Defense Radar) RAT31-DL di Selex Sistemi Integrati:[3] l'uso di impianti più moderni in sostituzione dei precedenti RAT31-SL, il monitoraggio sull'inquinamento elettromagnetico[7] e la minore potenza emessa dagli apparati ha però placato solo in parte le polemiche.[8]